# Pawling
Pawling es un pueblo ubicado en el condado de Dutchess en el estado estadounidense de Nueva York. En el año 2000 tenía una población de 7,521 habitantes y una densidad poblacional de 66 personas por km².

## Geografía
Pawling se encuentra ubicado en las coordenadas 41°34′08″N 73°35′59″O / 41.56889, -73.59972. Según la Oficina del Censo, la ciudad tiene un área total de 117 km² (45,2 mi²), de la cual 114 km² (44,0 mi²) es tierra y 2 km² (0,8 mi²) (1.80%) es agua.

## Demografía
Según la Oficina del Censo en 2000 los ingresos medios por hogar en la localidad eran de $61,380, y los ingresos medios por familia eran $70,056. Los hombres tenían unos ingresos medios de $47,143 frente a los $35,063 para las mujeres. La renta per cápita para la localidad era de $30,043. Alrededor del 3.3% de la población estaban por debajo del umbral de pobreza.